# كأس توماس
كأس توماس هي بطولة دولية لالريشة الطائرة يشارك فيها فرق الدول الأعضاء في الاتحاد الدولي لريشة الطائرة، تقام البطولة كل سنتين. بدأت البطولة في 1949 ومنذ ذلك الحين فازت 5 دول فقط بالبطولة فازت فرق آسيا بجميع دورات البطولة حتى عام 2016 حين فازت الدنمارك باللقب لتصبح أول دولة أوروبية تفوز بالبطولة بعد أن تغلبت في النهائي على إندونيسيا بنتيجة 3-2 في النهائي.